# Leda Planitia
Pour les articles homonymes, voir Leda.
Leda Planitia est une plaine située sur Vénus dans le quadrangle de Tellus Tessera. Elle a été nommée en référence à Léda, mère de Clytemnestre, d'Hélène, et de Castor et Pollux.